# Domingo Iturbe Abasolo
Domingo Iturbe Abasolo (Mondragón, Guipúzcoa, 7 de diciembre de 1943-Argel, 27 de febrero de 1987), también conocido como Txomin Iturbe, fue un dirigente de la organización terrorista independentista vasca Euskadi Ta Askatasuna (ETA).

## Biografía

### Orígenes
Estudió en un colegio religioso y fue aprendiz en la Unión Cerrajera, socio capitalista de una empresa de fabricación de tuberías y portero del equipo de fútbol Unión Deportiva Arechavaleta y después del equipo de su ciudad natal. De su época de futbolista procede la expresión aurrera bolie ("adelante la pelota") con la que firmaba sus escritos cuando ya era dirigente de ETA, organización en la que entró a temprana edad, al parecer antes de realizar el servicio militar obligatorio.

### Actividad en ETA
En diciembre de 1968, la Guardia Civil descubrió una cita clandestina de Txomin con un compañero de ETA, Unai Dorronsoro, que ya estaba fichado. Txomin logró escapar a la detención, pero el acontecimiento le valió ser descubierto como miembro de ETA, lo que supuso su exilio al País Vasco francés. Allí se casó con otra fugitiva, Maite Ormaetxea,  con quien tuvo tres hijos. Fue, junto a Argala, núcleo de la facción militar en las luchas internas que dividirían a la organización en dos: ETA militar y ETA político-militar. Fue detenido por la policía francesa en varias ocasiones.
En enero de 1975 fue objeto de un intento de secuestro. En noviembre del mismo año sufrió un atentado con bomba lapa del que salió ileso, resultando herido uno de sus hijos. En 1976 salió ileso nuevamente de un ametrallamiento, y fue herido tres años más tarde en un atentado en Anglet en el que falleció el también militante de ETA-m, Juan José Lopategi Pantu. Tras la muerte de José Miguel Beñarán Ordeñana "Argala", el 21 de diciembre de 1978, se convirtió en líder indiscutible de la banda.
Debido a esa importancia, a partir de ese momento sus pasos serán estrechamente seguidos por la Policía francesa que le detendrá en varias ocasiones. Tras algunas detenciones de corta duración durante los años anteriores, el 7 de febrero de 1980 fue detenido en Biarritz, siendo herido de bala en un costado por la Policía durante la operación; fue condenado el 26 de junio a 3 meses de prisión, en firme, por lo que quedó en libertad. El 12 de junio de 1982 era capturado en el marco de una amplia operación ocupándosele un revólver calibre 38, siendo procesado por tenencia ilícita de armas y condenado el 22 de julio. No fue liberado hasta el 3 de marzo de 1983 dado que tuvo que cumplir parte de la condena anterior, que había quedado en suspenso, y tras desestimarse su procesamiento por otros delitos, al no ponerse de acuerdo los grafólogos sobre su autoría de textos manuscritos con proyectos de atentados. El 16 de enero de 1984 cuando acudió a renovar la documentación en la Subprefectura, nuevamente fue detenido y se le dio a elegir una ciudad de confinamiento. Eligió Tours, de donde desapareció a los 10 días, dirigiendo la organización en libertad hasta que el 27 de marzo de 1986 sufrió su última detención.

### Negociación
Ya a finales de los años 70, Txomin fue designado por ETA como interlocutor preferente en una hipotética negociación con el gobierno español y considerado por este como el dirigente más adecuado por su carisma y talante político para llevarla a cabo. El primer contacto tuvo lugar en París en 1984, durante el gobierno de Felipe González. Estos contactos quedan cortados cuando es detenido por última vez y fue expulsado a Argelia, tras una breve estancia en Libreville, la capital de Gabón. En Argel, volvió a ser el principal interlocutor de ETA en un diálogo con el gobierno español que no tuvo resultados por su prematura muerte.

### Fallecimiento
El 1 de marzo de 1987 se hizo pública la muerte de Txomin, acaecida unos días atrás. De acuerdo con la administración argelina y sus propios compañeros deportados, Txomin murió en un accidente de tráfico. Sin embargo, se ha especulado con la posibilidad de que muriera de una caída mientras realizaba ejercicios en un campo de entrenamiento paramilitar. Fue enterrado en Mondragón, su ciudad natal el 8 de marzo de 1987, instalándose la capilla ardiente en el ayuntamiento de dicha localidad, y siendo el funeral en la parroquia de San Juan. Al finalizar el funeral el féretro fue trasladado en manifestación a la plaza, donde varios miles de personas abarrotaron esta y los alrededores.
A su muerte, fuentes policiales le acusaron a través de la agencia Efe de haber participado de alguna manera u otra en 490 de los 535 asesinatos atribuidos a ETA.